# Partido de la Independencia de Alaska
El Partido de la Independencia de Alaska (Alaskan Independence Party, en inglés) es un partido político estadounidense del estado de Alaska, que aboga por un referéndum en el estado que incluye la opción de que Alaska pase a convertirse en un país independiente. El partido también aboga por posiciones similares a las del Partido de la Constitución y el Partido Libertario, el apoyo a los derechos de armas de fuego, la privatización, la educación en el hogar, y el gobierno limitado.

## Resultados electorales

### Elecciones a gobernador
|  | 4,96 % |

|  | 1,90 % |

|  | 1,66 % |

|  | 5,58 % |

|  | 38,88 % |

|  | 13,04 % |

|  | 1,92 % |

|  | 0,94 % |

|  | 0,54 % |

|  | 1,86 % |

- Datos: Q1515182